# Hans Lauter (Politiker)

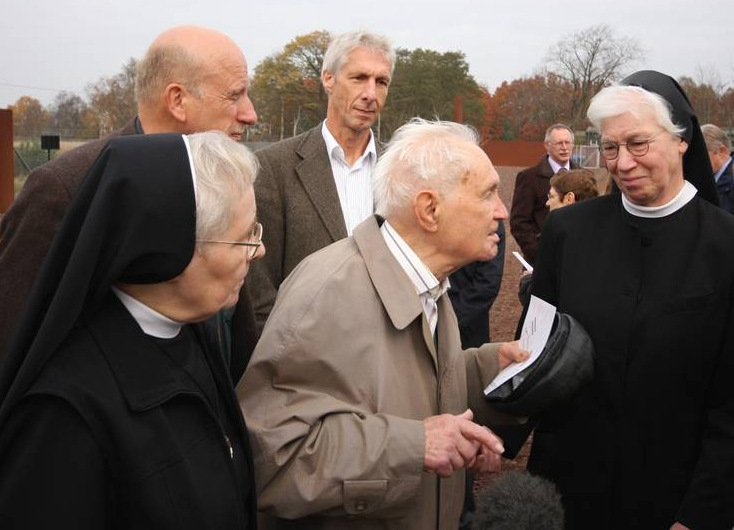
Hans Lauter 2012 bei einem Besuch im ehemaligen KZ Esterwegen

Hans Lauter (* 22. Dezember 1914 in Adelsberg; † 31. Oktober 2012 in Leipzig) war ein deutscher SED-Funktionär und Hochschullehrer für Marxismus-Leninismus. In der Zeit des Nationalsozialismus war er als Kommunist mehr als neun Jahre lang inhaftiert. In der DDR gehörte er der Gruppe der Mitglieder des Sekretariats des ZK der SED an.

## Leben
Hans Lauter war Sohn eines Maschinenformers. Er absolvierte nach seiner Schulzeit eine Ausbildung zum Glasschleifer und war anschließend im Beruf tätig.
Ab 1930 übernahm er Ämter im Kommunistischen Jugendverband Deutschlands (KJVD), dem Jugendverband der KPD. Im Zuge der ersten Verfolgungswelle durch die Nationalsozialisten wurde er 1933 in „Schutzhaft“ genommen und im KZ Sachsenburg interniert. Nach seiner Freilassung setzte er seine antifaschistische politische Tätigkeit illegal fort und wurde Leiter des KJVD im Bezirk Leipzig. Steckbrieflich gesucht, wurde er am 28. Mai 1935 in Leipzig verhaftet und am 28. März 1936 vom III. Senat des Volksgerichtshofs wegen „Vorbereitung zum Hochverrat“ zu zehn Jahren Zuchthaus verurteilt. Er verbüßte die Strafe im Zuchthaus Waldheim und in verschiedenen Moorlagern im Emsland. Im Februar 1945 gelang ihm bei Aufräumungsarbeiten im zerstörten Dresden die Flucht.
Im Juli 1945 trat Lauter in die KPD ein und wurde Sekretär für Agitation und Propaganda der KPD-Kreisleitung Chemnitz. Von April 1946 bis Oktober 1947 war er stellvertretender Abteilungsleiter des SED-Landesvorstandes Sachsen. Nach dem Besuch der Parteihochschule der SED von Oktober 1947 bis März 1949 war er als Sekretär der SED-Landesleitung Sachsen tätig. Auf dem III. Parteitag der SED im Juli 1950 wurde er zum Mitglied des Zentralkomitees der SED und seines Sekretariats gewählt, zuständig für Kultur. Im Oktober 1950 wurde er zum Abgeordneten der Volkskammer gewählt. Im Mai 1953 enthob die SED ihn all seiner Parteiämter, weil er, so die Anschuldigung, im Dritten Reich Mitglieder des KJVD an die Gestapo verraten habe. Am 17. Februar 1954 wurde auf der 44. Sitzung der Volkskammer die Niederlegung seines Volkskammermandats bekanntgegeben. 1956 wurde er von diesen Vorwürfen entlastet und rehabilitiert. 1958 wurde er Bezirkstags-Abgeordneter in Leipzig und hatte bis 1969 verschiedene Funktionen in der dortigen SED-Bezirksleitung. 1968 unterschrieb Lauter als Leiter der „Ideologischen Kommission“ einen Maßnahmeplan, um die Sprengung der im Zweiten Weltkrieg nur leicht beschädigten Leipziger Paulinerkirche in der Öffentlichkeit zu rechtfertigen.
Von 1953 bis 1959 war Hans Lauter Dozent am Franz-Mehring-Institut der Universität Leipzig. Ab 1969 war er Dozent und außerordentlicher Professor am Institut für Marxismus-Leninismus der Technischen Hochschule Karl-Marx-Stadt. 1974 wurde er dort zum ordentlichen Professor berufen. Im selben Jahr wurde er auch Vorsitzender des Stadtkomitees der antifaschistischen Widerstandskämpfer. 1980 wurde er mit dem Vaterländischen Verdienstorden in Gold ausgezeichnet. 1989 erhielt er den Orden Stern der Völkerfreundschaft in Silber.
Hans Lauter wurde nach der Wende Mitglied der PDS und saß in deren Ältestenrat. Ab 1990 gehörte er zum Vorstand der Vereinigung der Verfolgten des Naziregimes – Bund der Antifaschistinnen und Antifaschisten. Auf dem 3. Bundeskongress der VVN-BdA im Mai 2008 in Berlin wurde er zusammen mit der KZ-Überlebenden Esther Bejarano zum Ehrenvorsitzenden gewählt.
Lauter war zweitältester Wahlmann der Bundesversammlung bei der Wahl des deutschen Bundespräsidenten 2004.

### Privates
Sein Sohn Gerhard Lauter (1950–2022) studierte Jura, baute die 9. Volkspolizei-Kompanie (Anti-Terror-Einheit) in der Deutschen Volkspolizei (DVP) auf und hatte in Innenministerium der DDR hohe Positionen. In dieser Funktion trug Gerhard Lauter zum Fall der Berliner Mauer bei: er änderte einen Satz in einer Reiseverordnung; Günter Schabowski las diese am 9. November 1989  auf der Pressekonferenz nach der 10. Tagung des ZK nach dem XI. Parteitag vor und am gleichen Abend fiel die Mauer.

## Schriften
- Der Kampf gegen den Formalismus in Kunst und Literatur, für eine fortschrittliche deutsche Kultur, Referat, Diskussion und Entschliessung von d. 5. Tagung d. Zentralkomitees d. Sozialistischen Einheitspartei Deutschlands vom 15. – 17. März 1951. Berlin 1951.
- Untersuchungen zum Verhältnis von Mensch und Technik in der sozialistischen Kulturrevolution in der Deutschen Demokratischen Republik, politisch-ideologische Fragestellungen. Diss. A. Universität Leipzig, Sekt. Marxist.-Leninist. Philosophie / Wiss. Kommunismus, 1974.